# Emil Wiglow
Emil Karl Heinrich Wiglow (* 11. Juni 1865 in Wittenberge; † 1945) war ein Kaufmann und Bankdirektor in Brandenburg an der Havel.

## Leben
Emil Wiglows Vater, der Kaufmann Heinrich (Ludwig Christian) Wiglow (* 1839), hatte 1863 ein Bankgeschäft gegründet, das am 27. Januar 1865 in den Vorschuss-Verein Wittenberge umgewandelt wurde, dessen Vorsitzender er war. Der Sitz des Bankvereins war lange im Wiglowschen Haus in der Chausseestraße 31. 1877–1887 war Heinrich  Stadtverordnetenvorsteher. Er wurde Vormund der Kinder des verstorbenen Robert Krause († September 1891), dem Bruder von Louis Krause.
Emil Wiglow schloss am 19. Dezember 1891 einen Sozietätsvertrag mit der Witwe Anna Krause zur Übernahme der Wittenberger Fettwarenfabrik Robert Krause, wobei der Firmenname unverändert blieb. Im März 1892 kaufte er die Hälfte des Firmengrundstücks, und nachdem die Witwe Krause sich im August 1896 wiederverheiratet hatte und zum Anfang des Folgejahres aus dem Unternehmen ausgeschieden war, wurde Wiglow im Februar 1897 alleiniger Besitzer des Grundstücks.
Anfang 1903 wurde das Unternehmen in eine Offene Handelsgesellschaft umgewandelt. Inhaber waren Emil in Brandenburg und sein Bruder, der Chemiker Hermann Wiglow in Wittenberge.
1896 wurde er Stadtverordneter und 1899–1912 Stadtverordnetenvorsteher und ehrenamtlicher Stadtrat in Wittenberge. Darüber hinaus war er 1901–1912 Mitglied des Kreistages des Landkreises Westprignitz.
Als er 1912 Wittenberge verließ, um bis 1925 die Stelle des Direktors des Bankvereins in Brandenburg/Havel anzutreten, wurde ein Abschnitt der Weinbergstraße in Wiglowstraße umbenannt.
1922 bis 1925 war er Präsident der Industrie- und Handelskammer Brandenburg an der Havel.
1919–1922 und 1925–1930 war er Mitglied des Parteiausschusses der Deutschen Demokratischen Partei.
1919–1921 war er Mitglied der Preußischen Landesversammlung und 1921–1928 des Preußischen Landtages.